# The Sweet Sweet Fantasy Tour
The Sweet Sweet Fantasy Tour foi a nona turnê da cantora americana Mariah Carey. De acordo com o Pollstar's 2016 a turnê lucrou aproximadamente 15,3 milhões de dólares nos primeiros 26 shows, num total de 204.767 ingressos vendidos na Europa e na África. 

## Início
A turnê teve seu pontapé inicial com um show no SSE Hydro em Glasgow na Escócia no dia 15 de Março de 2016. Depois de passar pela Europa e África, a turnê chegará à sua terceira parte na América Latina com dois shows no México, terminando a leg no dia 09 de novembro de 2016 (os shows no Brasil, Argentina e Chile foram cancelados pelo não cumprimento de questões contratuais). Em seguida a turnê começa a sua quarta parte na América do Norte. Esta turnê proporcionou que Mariah cantasse por seis grandes locais como a Grã-Bretanha e em tantos outros pela Europa, assim como quatro shows na África. The Sweet Sweet Fantasy Tour é a primeira turnê que Mariah fez na Europa depois de 13 anos - a última foi a Charmbracelet World Tour em 2003. 
Os fãs se surpreenderam com o repertório da turnê que inclui canções raramente performadas e outras nunca performadas anteriormente como Loverboy, Against All Odds (Take A Look At Me Now) e When You Believe. I Know What You Want, Obsessed, It's Like That, Shake It Off, Loverboy, Honey e Breakdown se destacam por fazer parte do Car Ride Medley - um medley especial para esta turnê.

### Repertório[4]
Os repertóriso a seguir incluem todas as músicas performadas no geral, ou seja, algumas canções foram retiradas e/ou inseridas em determinadas datas de acordo com a temporada:
1. Fantasy (Def Club Mix)/Fantasy (Bad Boy Mix)
2. Emotions
3. My All/My All (Club Mix)
4. Always Be My Baby
5. I'll Be There (com Trey Lorenz)¹
6. Touch My Body
7. I Know What You Want
8. Obsessed
9. It's Like That
10. Shake It Off
11. Loverboy
12. Heartbreaker (Remix)/Heartbreaker
13. Against All Odds (Take a Look at Me Now)²
14. One Sweet Day (com Daniel Moore e Trey Lorenz)³
15. When You Believe
16. Hero
17. We Belong Together/We Belong Together (Remix)
18. Without You
19. Butterfly (Reprise)

¹ - Retirada em Munique (Alemanha);
² - Retirada em Esch-sur-Alzette (Luxemburgo), Munique (Alemanha), Viena (Áustria), Paris (França) e Amsterdã (Holanda);
³ - Retirada em Esch-sur-Alzette (Luxemburgo) e Munique (Alemanha).
1. Fantasy (Def Club Mix)/Fantasy (Bad Boy Mix)
2. Emotions
3. My All/My All (Club Mix)
4. Always Be My Baby
5. I'll Be There (com Trey Lorenz)
6. Touch My Body
7. I Know What You Want
8. Obsessed
9. It's Like That
10. Shake It Off
11. Loverboy
12. Heartbreaker (Remix)/Heartbreaker
13. Fly Like a Bird¹
14. Don't Forget About Us²
15. One Sweet Day (com Daniel Moore e Trey Lorenz)³
16. When You Believe
17. Hero
18. We Belong Together/We Belong Together (Remix)
19. Without You
20. Butterfly (Reprise)

¹ - Apenas na Cidade do Cabo (África do Sul) e na primeira data de Johanesburgo (África do Sul);
² - Apenas em Durban (África do Sul) e na segunda data de Johanesburgo (África do Sul).
1. Fantasy (Def Club Mix)/Fantasy (Bad Boy Mix)
2. Emotions
3. Always Be My Baby
4. Without You
5. My All
6. I'll Be There (com Trey Lorenz)
7. Touch My Body
8. I Know What You Want
9. Honey (Snippet)
10. Breakdown
11. Obsessed
12. It's Like That
13. Loverboy
14. Heartbreaker (Remix)/Heartbreaker
15. Babydoll
16. Against All Odds (Take a Look at Me Now)¹
17. I Still Believe
18. We Belong Together/We Belong Together (Remix)
19. Hero/Hero (Outro)

¹ - Apenas no show de Monterrey.
1. Fantasy (Def Club Mix)/Fantasy (Bad Boy Mix)
2. Emotions
3. Vision of Love
4. Always Be My Baby
5. My All
6. Infamous (com Jussie Smollett)
7. #Beautiful (com Jussie Smollett)
8. Touch My Body
9. I Know What You Want
10. Breakdown
11. Obsessed
12. It's Like That
13. Shake it Off
14. Loverboy
15. Heartbreaker (Remix)/Heartbreaker
16. Honey
17. Don't Forget About Us
18. We Belong Together/We Belong Together (Remix)
19. Hero/Hero (Outro)
20. All I Want For Christmas Is You¹

¹ - Apenas no terceiro show.

## Shows
| Data                       | Cidade           | PaÍs                      | Local                          | Lotação              | Arrecadação      |
| Parte 1 — Europa           | Parte 1 — Europa | Parte 1 — Europa          | Parte 1 — Europa               | Parte 1 — Europa     | Parte 1 — Europa |
| -------------------------- | ---------------- | ------------------------- | ------------------------------ | -------------------- | ---------------- |
| 15 de Março de 2016        | Glasgow          | Escócia                   | The SSE Hydro                  | 3.506/3.835 (91%)    | US$ 311.091      |
| 17 de Março de 2016        | Leeds            | Inglaterra                | First Direct Arena             | —                    | —                |
| 18 de Março de 2016        | Manchester       | Inglaterra                | Manchester Arena               | 9.055/9.960 (91%)    | US$ 843.966      |
| 20 de Março de 2016        | Birmingham       | Inglaterra                | Barclaycard Arena              | —                    | —                |
| 21 de Março de 2016        | Cardiff          | País de Gales             | Motorpoint Arena               | —                    | —                |
| 23 de Março de 2016        | Londres          | Inglaterra                | The O2 Arena                   | 15.189/16.076 (94%)  | US$ 1.412.500    |
| 26 de Março de 2016        | Esch-sur-Alzette | Luxemburgo                | Rockhal                        | —                    | —                |
| 29 de Março de 2016        | Copenhague       | Dinamarca                 | Forum Copenhagen               | —                    | —                |
| 31 de Março de 2016        | Oslo             | Noruega                   | Oslo Spektrum                  | —                    | —                |
| 02 de Abril de 2016        | Estocolmo        | Suécia                    | Ericsson Globe                 | —                    | —                |
| 04 de Abril de 2016        | Helsinki         | Finlândia                 | Hartwall Arena                 | —                    | —                |
| 06 de Abril de 2016        | Tallinn          | Estônia                   | Saku Suurhall Arena            | —                    | —                |
| 07 de Abril de 2016        | Riga             | Letônia                   | Arena Riga                     | —                    | —                |
| 09 de Abril de 2016        | Kaunas           | Lituânia                  | Žalgiris Arena                 | —                    | —                |
| 11 de Abril de 2016        | Cracóvia         | Polônia                   | Tauron Arena                   | —                    | —                |
| 13 de Abril de 2016        | Colônia          | Alemanha                  | Lanxess Arena                  | —                    | —                |
| 14 de Abril de 2016        | Munique          | Alemanha                  | Olympiahalle                   | —                    | —                |
| 16 de Abril de 2016        | Milão            | Itália                    | Mediolanum Forum               | —                    | —                |
| 18 de Abril de 2016        | Zurique          | Suíça                     | Hallenstadion                  | 4.007/9.500 (42%)    | US$ 284.757      |
| 19 de Abril de 2016        | Viena            | Áustria                   | Wiener Stadthalle              | —                    | —                |
| 21 de Abril de 2016        | Paris            | França                    | AccorHotels Arena              | —                    | —                |
| 23 de Abril de 2016        | Amsterdã         | Holanda                   | Ziggo Dome                     | —                    | —                |
| Parte 2 — África           |                  |                           |                                |                      |                  |
| 26 de Abril de 2016        | Cidade do Cabo   | África do Sul             | Cape Town Stadium              | —                    | —                |
| 29 de Abril de 2016        | Durban           | África do Sul             | Moses Mabhida Stadium          | —                    | —                |
| 1º de Maio de 2016         | Johannesburgo    | África do Sul             | Ticketpro Dome                 | —                    | —                |
| 02 de Maio de 2016         | Johannesburgo    | África do Sul             | Ticketpro Dome                 | —                    | —                |
| Parte 3 — América Latina   |                  |                           |                                |                      |                  |
| 08 de Novembro de 2016     | Cidade do México | México                    | Arena Ciudade de México        | 10.000/10.000 (100%) | —                |
| 09 de Novembro de 2016     | Monterrey        | México                    | Arena Monterrey                | 9.000/9.000 (100%)   | —                |
| Parte 4 — América do Norte |                  |                           |                                |                      |                  |
| 23 de Novembro de 2016     | Honolulu         | Estados Unidos da América | Neal S. Blaisdell Center Arena | 21.000/21.000 (100%) | —                |
| 25 de Novembro de 2016     | Honolulu         | Estados Unidos da América | Neal S. Blaisdell Center Arena | 21.000/21.000 (100%) | —                |
| 26 de Novembro de 2016     | Honolulu         | Estados Unidos da América | Neal S. Blaisdell Center Arena | 21.000/21.000 (100%) | —                |
| Total                      | Total            | Total                     | Total                          | 244.767 (95%)        | US$ 15.300.000   |

## Shows Cancelados
| Data                   | Cidade       | País      | Local                   | Motivo                         |
| ---------------------- | ------------ | --------- | ----------------------- | ------------------------------ |
| 27 de Março de 2016    | Bruxelas     | Bélgica   | Forest National         | atentado de bombas em Bruxelas |
| 28 de Outubro de 2016  | Buenos Aires | Argentina | GEBA Jorge Newbery      | problemas contratuais          |
| 30 de Outubro de 2016  | Santiago     | Chile     | Movistar Arena          | problemas contratuais          |
| 1º de Novembro de 2016 | São Paulo    | Brasil    | Allianz Parque          | problemas contratuais          |
| 04 de Novembro de 2016 | Curitiba     | Brasil    | Pedreira Paulo Leminski | problemas contratuais          |
| 05 de Novembro de 2016 | Porto Alegre | Brasil    | Estádio Beira-Rio       | problemas contratuais          |